# Enrique Ballestrero
Enrique Ballestrero (Colonia del Sacramento, 18. siječnja 1905. – Montevideo, 11. listopada 1969.) bio je urugvajski nogometni vratar i član urugvajske prve postave koja je na Svjetskom nogometnom prvenstvu 1930. u Urugvaju osvojila naslov svjetskih prvaka. Za pobjedničku je momčad odigrao sve četiri utakmice na prvenstvu, uključujući i završnu utakmicu za zlatno odličje protiv Argentine.
Branio je za urugvajske nogometne klubove Miramar Misiones, Rampla Juniors i C.A. Peñarol.
Prvi je dobitnik FIFA-ine nagrade Zlatna rukavica za najboljeg vratara svjetskih nogometnih prvenstva. 
Osim Zlatne rukavice, bio je uvršten i u idealnu momčadi Svjetskog prvenstva 1930. godine.